# АЕС Саве
Атомна електростанція Саве (перс. نیروگاه اتمی ساوه) була запланованою атомною електростанцією в Ірані. Вона мала бути розташована у провінції Марказі поблизу міста Саве. Вона мала стати третьою атомною електростанцією в країні після Дарховинської. Ісламська революція зробила проект неможливим, оскільки Kraftwerk Union вийшов з Ірану в 1979 році.

## Історія та технічна інформація

### Початки
У 1977 році Іран відкрив два нових місця для можливого будівництва атомних електростанцій, які Іран хотів обладнати реакторами Kraftwerk Union. Це були Ісфаган і Саве. Обидві атомні електростанції мали бути замовлені в рамках контракту на загальну суму 20 мільярдів німецьких марок. Замовлення на постачання цих блоків було найбільшим контрактом, коли-небудь підписаним у міжнародній атомній промисловості, як за вартістю, так і за потужністю постачання на 4800 МВт.

### Хронологія
Згідно з планом, блоки в Саве повинні бути введені в експлуатацію в 1986 і 1987 роках. Переговори щодо будівництва блоків почалися в квітні 1978 року. Однак підписання контракту було відкладено через кілька попередніх контрактів з Іраном, які мали бути підписані першими. Підписання було заплановано на 1979 рік. Після початку Ісламської революції в 1979 році Kraftwerk Union AG відмовилася від будівництва Бушерської атомної електростанції та не вів подальших переговорів з Іраном щодо будівництва додаткових атомних електростанцій. З 1979 року жодних переговорів не було.
Місце знаходиться посеред пустелі без джерел води та в зоні землетрусів. Місце було досліджено американською компанією Energy Technology Consultants і рекомендовано як одне з двох можливих місць у Саве. Однак виник конфлікт з Організацією з атомної енергії Ірану, яка розірвала контракт у грудні 1978 року, тому жодна з ділянок не могла бути повністю оцінена.

## Інформація про реактори
| Реактор         | Тип реактора | Продуктивність | Продуктивність | Початок будівництва             | Підключення до мережі           | Введення в експлуатацію         | Закриття                        |
| Реактор         | Тип реактора | Нетто          | Брутто         | Початок будівництва             | Підключення до мережі           | Введення в експлуатацію         | Закриття                        |
| --------------- | ------------ | -------------- | -------------- | ------------------------------- | ------------------------------- | ------------------------------- | ------------------------------- |
| Саве-1 (Іран-7) | KWU-1300     | 1237 МВт       | 1300 МВт       | Планування скасовано 01.01.1979 | Планування скасовано 01.01.1979 | Планування скасовано 01.01.1979 | Планування скасовано 01.01.1979 |
| Саве-2 (Іран-8) | KWU-1300     | 1237 МВт       | 1300 МВт       | Планування скасовано 01.01.1979 | Планування скасовано 01.01.1979 | Планування скасовано 01.01.1979 | Планування скасовано 01.01.1979 |